# Ахмад аль-Мутамід
Ахмад аль-Мутамід (*бл. 842, Самарра — 15 жовтня 892, Самарра) — 15-й володар Багдадського халіфату в 870—892 роках. Тронне ім'я з арабської мови перекладається як «Залежний від Бога». Повне ім'я — Абу'л-Аббас Ахмад ібн Джафар аль-Мутеваккіль аль-Мутадід Алаллах.

## Життєпис

### Молоді роки
Походив з династії Аббасидів. Син халіфа аль-Мутеваккіля від арабської наложниці Фіт'ян. Народився близько 842 року в Самаррі. При народженні отримав ім'я Ахмад. У 861 році після загибелі батька та сходження на трон старшого брата аль-Мунтасіра Ахмад вимушений був підписати зречення від прав на трон. У 862 році після загибелі халіфа, разом із братом Зубайром виступив проти стриєчного брата Ахмада аль-Мустаїна, але зазнав поразки. Разом з іншими братами Ахмада запроторено до в'язниці.
У 865 році під час конфлікту тюркських гвардійців з аль-Мустаїном Ахмад здобуває волю, але вже у 866 році новий халіф аль-Мутазз знову кидає Ахмада за ґрати. У 870 році зрештою тюрки Баякбак та Яр'юх, що поваливши чергового володаря аль-Мухтаді, звільнили Ахмада.

### Володарювання
У 870 році після повалення халіфа аль-Мухтаді Ахмад стає новим володарем під ім'ям аль-Мутамід. Він на деякий час переїздить до Багдада. До нього приєднався брат Абу Ахмад аль-Муваффак, який фактично став співволодарем держави разом з тюрком Мусою ібн Бугою. Це було пов'язано з тим, що новий халіф на відміну від брата не мав жодного авторитету серед знаті та військових, а також йому бракувало політичного і адміністративного досвіду.
З самого початку брати намагалися здолати вплив тюркської гвардії. Муса ібн Буга, один з впливових тюрків-емірів, змушений був зрештою підкоритися халіфу. Після цього аль-Мутамід призначив Багдадським валі (намісником) аль-Муваффака, який став спадкоємцем аль-Мутаміда разом із його сином Джа'фаром. Халіф надав братові широкі повноваження у керуванні державою та призначенні візирів й військовиків, відповідальним за східні провінції, а сина Джа'фара (під наглядом муси ібн Бугі) — за західні. Слідом за цим аль-Мутамід повернувся до Самарри.
870—873 роках практично усю Персію було захоплено Саффаридами на чолі з Якубом ібн Лейсом. Останні спробували здобути також Ірак та Багдад, проте війська халіфа дали ворогові відсіч у битві при Дейра-аль-Акуль 876 року. Втім фактично вся Персія та Сістан відкололися від халіфату: представники Саффаридів лише номінально визнавали зверхність аль-Мутаміда. У 874 році відпав Мавераннахр, де посіла династія Саманідів.
У 876 році Ахмед ібн-Тулун, фактичний правитель Єгипту, закликав халіфа звільнитися від неформальної залежності від брата аль-Муваффака, обіцяючи аль-Мутаміду свою підтримку. Втім аль-Муваффак зумів завадити змові. У 877 році спрямував Мусу ібн Бугу проти ібн Тулуна, але війська халіфа зазнали поразки. Тому вже у 878 році халіф передав Тулунідам управління над Палестиною і Сирією, незабаром також й Кілікією, окрім тарського емірату.
Водночас хариджит Алі ібн Мухаммед аль-Буркан підняв повстання в Хузістане і Басрі, залучаючи на свій бік негритянські загони, які було звільнено тюрками. Буркан претендував на походження від Алі. Стало відоме як повстання зінджів. Повстанці захопили Ахваз, Басру, весь Хузістан, в результаті чого створено самостійну державу, столицею якого стало поселення Мухтара серед боліт. Халіф неодноразово у 879—880 роках посилав проти Буркана війська, але заколотники їх розбивали. Лише у 883 році аль-Муваффаку за допомогою військової хитрості вдалося подолати занджів. Усіх негрів, які були в Буркана, стратили, а самого ватажка повісили в Багдаді.
У 882 році аль-Мутамід намагався втекти до Ахмада ібн-Тулуна, проте невдало. За наказом брата халіфа було поміщено під фактичний домашній арешт у палаці в Самаррі. У 883 році почалися нові територіальні суперечки з тулунідами, що намагалися захопити Тарс і Хіджаз, проте війська халіфа відбили ці напади. Протягом 885—886 років точилася нова війна з Тулунідами, що завершилася поразкою халіфа, який поступився Тарсом, Хіджазом та Єменом. Також дозволив передавати владу у спадок й карбувати власні монети. Тулуніди лише номінально визнавали халіфа (як релігійного очільника). У 885 році фактично став незалежним Вірменський емірат.
У 890 році відпала Західна Персія, де утворилася держава на чолі з династією Саджидів. Після смерті аль-Муваффака в 891 році спадкоємцем халіфа було оголошено його небожа — Абу Аббас Ахмад аль-Мутадіда. Син халіфа поступився правом спадкування стриєчному братові і після смерті аль-Мутаміда (можливо отруєного небожем) у 892 році аль-Мутадід став халіфом.

## Родина
- Джа'фар аль-Муфаввад